# Stratiformis
stratiformis (str) (łac. stratus i forma – postać, kształt, zewnętrzny wygląd) – chmury rozpostarte w postaci rozległego poziomego płata lub warstwy. Określenie to odnosi się do chmur Altocumulus, Stratocumulus i Cirrocumulus.